# Nangai Amen
Nangai Amen is een bestuurslaag in het regentschap Lebong van de provincie Bengkulu, Indonesië. Nangai Amen telt 936 inwoners (volkstelling 2010).